# Natalie Curtis
Pour les articles homonymes, voir Curtis.
Natalie Curtis Burlin (née le 26 avril 1875 à New York ; décédée le 23 octobre 1921 à Paris) était une ethnomusicologue américaine.

## Biographie
Natalie Curtis suit des cours de musique au National Conservatory of Music of America à New York, et elle étudie également le piano à Berlin, Paris et Bonn.
En 1900, alors qu'elle visite l'Arizona, Curtis est très impressionnée par la culture des tribus amérindiennes de la région, et spécialement par leur musique. Elle décide alors de tout quitter pour se consacrer entièrement à l'étude de la musique chez les Amérindiens. Tout d'abord avec un appareil photo, puis un crayon et du papier, elle visite les villages et campements des Indiens Zuñi, Hopi, et autres groupes de la région, enregistrant les chants, poèmes et légendes.
En faisant appel au président Theodore Roosevelt, ami de la famille, elle réussit à mettre fin à l'interdiction des danses et musiques des Amérindiens, ce qui lui vaut d'être admise à leurs cérémonies. En 1905, elle publie Song of Ancient America puis en 1907, The Indians’ Book, livre qui reste aujourd'hui un document important présentant les musiques de plus de 18 tribus différentes vivant essentiellement dans le sud-ouest des États-Unis, même si certaines tribus du Maine et de la Colombie-Britannique y sont aussi étudiées.
En 1911, Natalie Curtis aide David Mannes à créer une école de musique pour « gens de couleurs » à New York; elle aide aussi organiser le premier concert de musique afro-américaine au Carnegie Hall en mars 1914. En juillet 1917 elle épouse un peintre du nom de Paul Burlin et s'installe à Hampton en Virginie. Elle rédige entre 1918 et 1919 quatre volumes de Hampton Series Negro Folk-Songs ainsi que Songs and Tales from the Dark Continent en 1920. En 1921, alors qu'elle se trouve à Paris pour donner une conférence, elle est tuée accidentellement par une automobile.
Natalie Curtis restera dans les mémoires comme l'une des pionnières qui a révélé au grand public la richesse de la culture amérindienne et afro-américaine.

## Publication
- Words of Hiparopai (1907)
- The People of the Totem Poles: Their Art and Legends (1909)
- Theodore Roosevelt in Hopi-Land. The Outlook, March 5, 1919
- The Indians' Book (1907). Authentic Native American Legends, Lore & Music. Recorded and Edited by Natalie Curtis. illustrated with Native American Drawings & Turn-of-the-Century-Photographs. 576 S. Gramercy Books. Distributed by Outlet Book Company, a Division of Random House. 40 Engelhard Avenue, Avenel, New Jersey 07 001.